# Газіз
Газі́з (рос. Газиз, башк. Ғәзиз) — присілок у складі Кугарчинського району Башкортостану, Росія. Входить до складу Ібраєвської сільської ради.
Населення — 74 особи (2010; 114 в 2002).
Національний склад:
- башкири — 80%